# Lupinus sericatus
Lupinus sericatus es una especie de lupino de la familia de las fabaceas.

## Distribución y hábitat
Es endémico de las cordilleras de la costa norte de California, al norte del área de la bahía de San Francisco, donde crece en bosques y chaparral de las laderas y cañones. También coloniza fácilmente hábitats perturbados. 

## Descripción
Es una hierba perenne que crece hasta medio metro de altura. Cada hoja palmar está compuesta por 4 a 7 foliolos con forma de cuchara de 3 a 5 centímetros de largo cada uno. La inflorescencia es un racimo de varios espirales de flores púrpura, cada flor mide entre 1 y 2 centímetros de largo. El fruto es una vaina de leguminosa peluda de 2 o 3 centímetros de longitud.